# كلينت سميث
كلينت سميث هو لاعب هوكي الجليد كندي، ولد في 12 ديسمبر 1913 في Assiniboia ‏، وتوفي في 19 مايو 2009 في فانكوفر في كندا.

## وصلات خارجية
- كلينت سميث على موقع دوري الهوكي الوطني (الإنجليزية)
- كلينت سميث على موقع EliteProspects.com (الإنجليزية)
- كلينت سميث على موقع HockeyDB.com (الإنجليزية)
- كلينت سميث على موقع Hockey-Reference.com (الإنجليزية)